# Sima Wali
Sima Wali   (Kandahar, 7 d'abril de 1951 - Falls Church, 22 de setembre de 2017) fou una de les principals defensores dels drets humans afganesos del món, activista internacional per les llibertats i l'apoderament dels refugiats i la població de desplaçats interns. Fou directora executiva de Refugee Women in Development (RefWID), una ong que advoca pels drets civils de les dones i xiquetes refugiades que fugen de conflictes i per la seua reintegració equitativa en les seues societats. També fou vicepresidenta del Sisterhood Is Global Institute, el primer grup d'expertes feministes del món.

Wali manifestà que la seua experiència com a refugiada de la Guerra Sovieticoafganesa la impulsà a lluitar pels drets humans de les poblacions envaïdes. Els seus testimoniatges al llarg de la seua carrera en Nacions Unides, el Congrés dels Estats Units i el Departament d'Estat dels Estats Units propiciaren l'ajut econòmic a les ong afganeses dirigides per dones i la participació de les dones en el govern d'Afganistan.Wali pronuncià el discurs d'obertura en la celebració de Nacions Unides del Dia Internacional de les Dones del 2002, juntament amb el secretari general de l'ONU Kofi Annan, la primera dama Laura Bush i Reina Noor de Jordània.
| « | Durant més de vint anys, he començat la meua "yihad" per la justícia social i la pau, perquè els drets de les meues germanes afganeses han estat sistemàticament violats fins al punt de convertir-nos en no ciutadanes al nostre país. Las dones afganeses han patit crims atroços contra la humanitat i els cal influència diplomàtica i financera de la comunitat internacional per ajudar-les en la lluita per recuperar el lloc que els pertoca en la societat afganesa i internacional. -Sima Wali en Nacions Unides, 2002 | » |

Fou oradora al Fòrum Ford Hall el 1999 i 2009, i ha participat en el projecte Dropping Knowledge, entre molts altres actes i institucions notables.

## Carrera
El 2001, Sima Wali fou una de les tres delegades de l'Acord de Bonn organitzat per l'ONU a Alemanya, que formà un nou govern afganés, després de la caiguda dels talibans. Ella representava la delegació de Roma del rei Mohammed Zahir Shah.
En la conferència, Wali fou fonamental en la creació del Ministeri d'Afers de la Dona. Després la nominaren per a aquest ministeri, però ho rebutjà per continuar l'activisme internacional. Wali nominà a Sima Samar com a ministra d'Afers de la Dona i també presentà altres dones per al govern interí i incorporà un llenguatge sensible al gènere en l'acord de pau.

"Les dones han de participar activament en la negociació de pau. Com a no combatents, estan millor equipades per a construir i mantenir una cultura de pau. Ja no ens conformarem amb decisions que no són sensibles al gènere a mesura que formem el futur de la nostra futura nació devastada per la guerra". -Sima Wali a Bonn, Alemanya, 2001

Aquest mateix any, Wali fou una de les organitzadores de la cimera de Dones Afganeses per la Democràcia a Brussel·les. Es convocà amb l'ajut d'Equality Now, UNIFEM, assessor de gènere del secretari general de les Nacions Unides, juntament amb una coalició d'organitzacions de dones. Segons Equality Now, la cimera de Dones Afganeses "adoptà una expressió històrica dels somnis i aspiracions de les dones afganeses, juntament amb una llista de demandes concretes per a la implementació immediata per la reconstrucció d'Afganistan".
Al juny de 2003, Wali fou acompanyada per la cofundadora i directora executiva Ritu Sharma Women Thrive Worldwide en una missió de defensa dels drets humans a Afganistan. Fou un dels viatges que Wali feu a la seua terra natal i als camps de refugiats afganesos de Pakistan, on dirigí dotzenes de seminaris de capacitació. Wali sovint parlava en contra de "la marginació constant" de les dones en les societats de refugiats i de postguerra, i demanava capacitació per ajudar aquestes dones a ser dirigents.
Segons l'ong Dropping Knowledge, "Wali ha estat pionera en els models de programes per a apoderar les dones afectades per la guerra, reconstruir les institucions democràtiques de la societat civil i advocar per la protecció dels drets humans de les dones". En la dècada dels 1990, Wali tingué un paper important en el suport al desenvolupament de les ong de Bòsnia i Croàcia durant les Guerres iugoslaves.
També va exercir un paper clau en la creació del Consell de Polítiques sobre Dones Afganeses, una coalició de ong que treballa per a promoure l'estatus de les dones a l'Afganistan i per a garantir que les dones siguen receptores iguals dels fons d'assistència.
Mentre era a Jalalabad, l'Afganistan, al 2005 per a engegar un projecte sobre la construcció de la democràcia entre les dones, Wali escapà per poc de la mort a mans dels talibans i Al-Qaida i militants pakistanesos. Tot i que abans havia rebut amenaces de mort dels talibans, aquesta vegada fou un atemptat en tota regla.
Des del seu ascens a mitjan dècada del 1990, Wali havia estat un opositora verbal de la ideologia dels talibans. En el Fòrum de l'Estat del Món del 1998, havia dit:
| « | Els talibans estan usant la cultura i la religió per a mantenir les dones deprimides; no hi ha res, però, en la meua religió que ensenye a tancar les dones a casa, no educar-les, matar-les de fam i negar-los tractament mèdic, perquè muiren. L'islam ens ensenya a tenir cura i protegir les dones, i és per això que argumentar que el tractament de les dones a Afganistan és correcte perquè és la nostra cultura i religió és un argument buit". | » |

Tambe criticà l'abandó del govern dels Estats Units a Afganistan entre els 12 anys des que acabà la Guerra Sovieticoafganesa fins a la invasió estatunidenca.

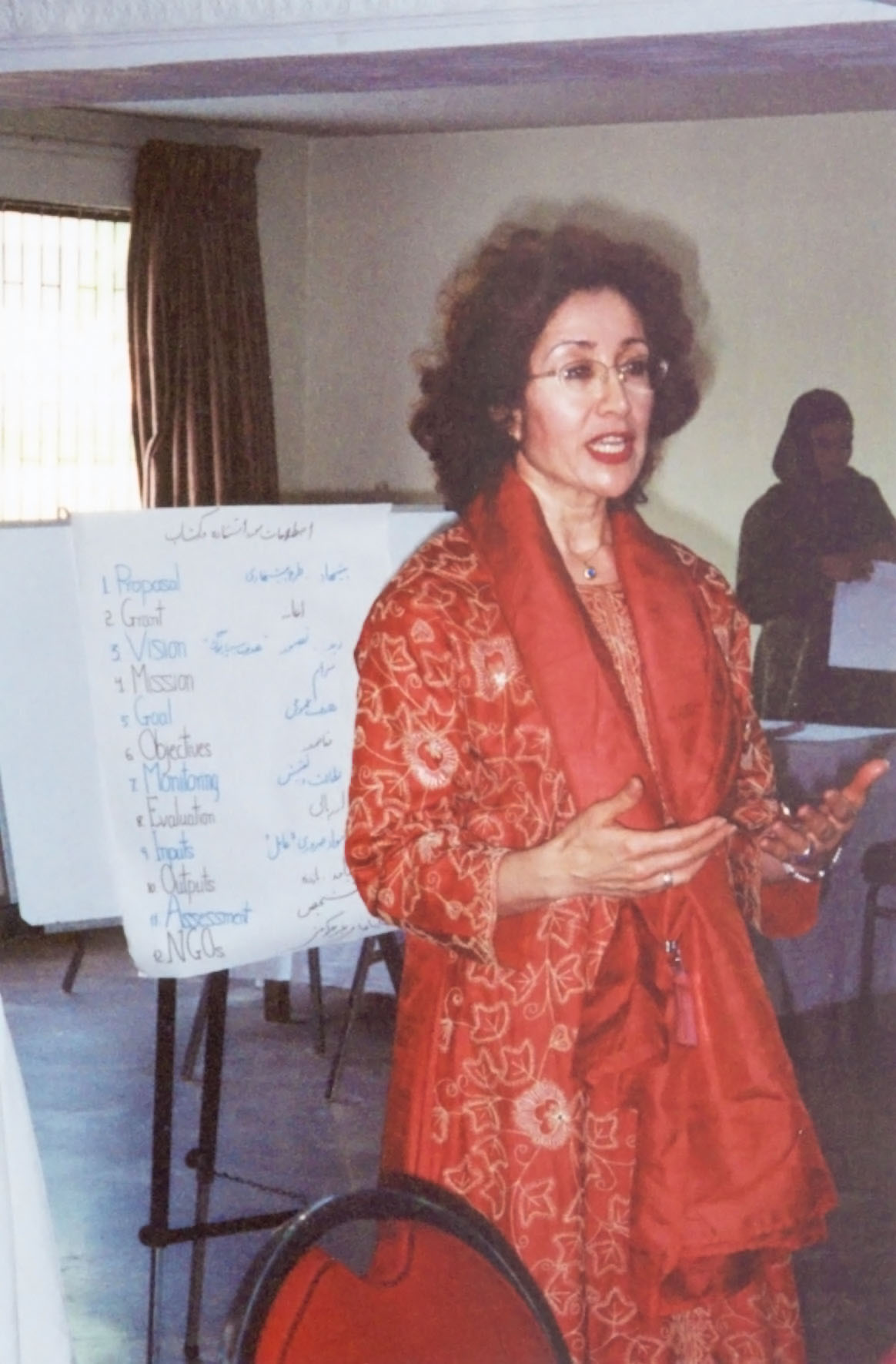
Sima Wali dirigeix un seminari de capacitació per a refugiats afganesos en un campament de Peshawar, Pakistan, el 1998

"Estats Units ajudà a crear i donar suport als "Guerrers Sagrats", el grup més fanàtic que obtingué la major part de les armes nord-americanes. Jugà un paper important en la situació d'Afganistan quan finançà la guerra, i ara té l'obligació d'ajudar a finançar la pau. Les dones i els infants se n'han dut la pitjor part, i Estats Units ha d'usar la seua influència per aconseguir la pau i una resolució". -Sima Wali a San Francisco, Califòrnia, 1998

Els escrits de Wali s'han publicat en revistes, periòdics i llibres. En Women in Exile (Dones en l'exili), relata alguns detalls desgarradors de la seua fugida d'Afganistan al 1978.
Wali és coautora d'Invisible History: Afghanistan's Untold Story (Història invisible: la història no contada d'Afganistan) (2009) amb Paul Fitzgerald i Elizabeth Gould. Fitgerald i Gould, juntament amb RefWID, també realitzaren el documental The Woman in Exile Returns: The Sima Wali Story (La dona en l'exili torna: la història de Sima Wali), que relata el retorn de Wali a Kabul a l'octubre de 2002 després de 24 anys d'exili i la teua tasca per ajudar a la reconstrucció.
Wali feu discursos, conferències i va participar en moltes universitats i institucions, incloent-hi Nacions Unides, el Congrés dels Estats Units, el Departament d'Estat dels Estats Units, Amnistia Internacional, el Fòrum Ford Hall, la Facultat de Dret de la Universitat Yale i de la Universitat George Washington, Northeastern University, Woodrow Wilson Center, el Consell Carnegie per a l'Ètica en Afers Internacionals i el projecte Dropping Knowledge.
L'han entrevistada en programes de notícies de CNN, CBS News, ABC News, FOX News, Al Jazeera, NPR i CBC. Abans del seu exili als Estats Units el 1978, Wali treballà en l'Ambaixada dels Estats Units a Kabul i al Cos de pau estatunidenc.
Wali va morir el 22 de setembre de 2017 a Falls Church, Virgínia, de síndrome de Shy-Drager als 66 anys.

## Educació
Sima Wali va rebre els títols de doctorat honoris causa del Smith College i la Universitat Shenandoah el 2002 i 2003, respectivament. Obtingué un màster en Relacions Internacionals de l'American University's School of International Service (SIS); i una llicenciatura en Administració d'Empreses per la Universitat de Kabul.

## Premis
- Amnistia Internacional, Ginetta Sagan Fund Award (1999)[18]
- Comissió per a Dones i Nens Refugiats, Premi Dones de Visió (1992)
- Women Donors Network, Premi a les dones enginyoses (1992)
- Fundació per a la Dona, Gloria Steinem Premi Dones de la Visió (1989)[19]
- National Conference for College Women Student Leaders, Women of Distinction Award (1988)
- Fundació Clairol, Take Charge Award (1987)

## Com a assessora
- Especialista tècnica superior, PADCO / AECOM, Projecte de mitjans de vida alternatius, Badakhshan, Afganistan (2005-2006)
- Assessora, Agència dels Estats Units per al Desenvolupament Internacional (USAID), lideratge d'ONG / PVO (2003)
- Assessora, Women for Women International (1997-2003)
- Assessora, Departament de Salut i Serveis Humans dels EE. UU., Oficina de Reassentament de Refugiats, Grup de Treball de Dones Refugiades sobre programes i polítiques relacionades amb els programes nacionals de dones refugiades (2002)
- Assessora, Alt Comissionat de les Nacions Unides per als Refugiats en programes i polítiques de desenvolupament per a dones refugiades i desplaçades (2001)
- Assessora, Divisió de les Nacions Unides per a l'Avanç de la Dona en el desenvolupament de programes i polítiques sensibles al gènere per a dones desarrelades i per a dones i nenes que experimenten grans transicions civils i polítiques (2000)
- Junta de Directors i Assessora, Centre de Trauma per a Refugiats de la Universitat Harvard sobre projectes de desenvolupament, polítiques i pràctiques que impacten a les dones en societats que experimenten transformacions sociopolítiques (1987-1989, 2000)
- Assessora, enviada especial de les Nacions Unides per a l'Afganistan i el Govern de Noruega sobre consulta especial sobre l'Afganistan (1999)
- Junta Directiva, Fons per al Futur dels nostres Nens i Nenes (1995-1999)
- Assessora, Desenvolupe Creative Associates International, Inc., programes sobre gènere, drets humans i migració forçada (1998)
- Junta de Directors, Comissió de Dones per a Dones i Nens Refugiats (1990-1994)